# 스탠리 블랙앤데커
스탠리 블랙앤데커(Stanley Black & Decker, Inc., 구 명칭: 스탠리 웍스, The Stanley Works)는 포춘 500에 선정된 미국의 산업용 도구 및 가정용 하드웨어 제조업체이자 보안 제품 제공업체이다. 코네티컷주 뉴브리튼의 그레이터 하트포드 지역에 본사를 둔 스탠리 블랙앤데커는 2010년 3월 12일 스탠리 웍스와 블랙앤데커의 합병으로 탄생했다.

## 역사
스탠리 웍스는 프레더릭 트렌트 스탠리가 1843년에 설립한 스탠리 볼트 제조소와 프레더릭의 사촌인 헨리 스탠리가 1857년에 설립한 스탠리 룰 앤 레벨 회사가 1920년에 합병되면서 탄생했다. 1960년에 디월트를 인수했고, 블랙앤데커에 매각했다.
2010년 3월 12일, 블랙앤데커는 스탠리 웍스와 합병하여 스탠리 블랙앤데커가 되었다. 이 회사는 해당 회사의 전액 출자 자회사이다.
제2차 세계 대전 동안, 스탠리 웍스는 전시 생산의 우수성을 인정받아 Army-Navy "E" Award를 수상했다.

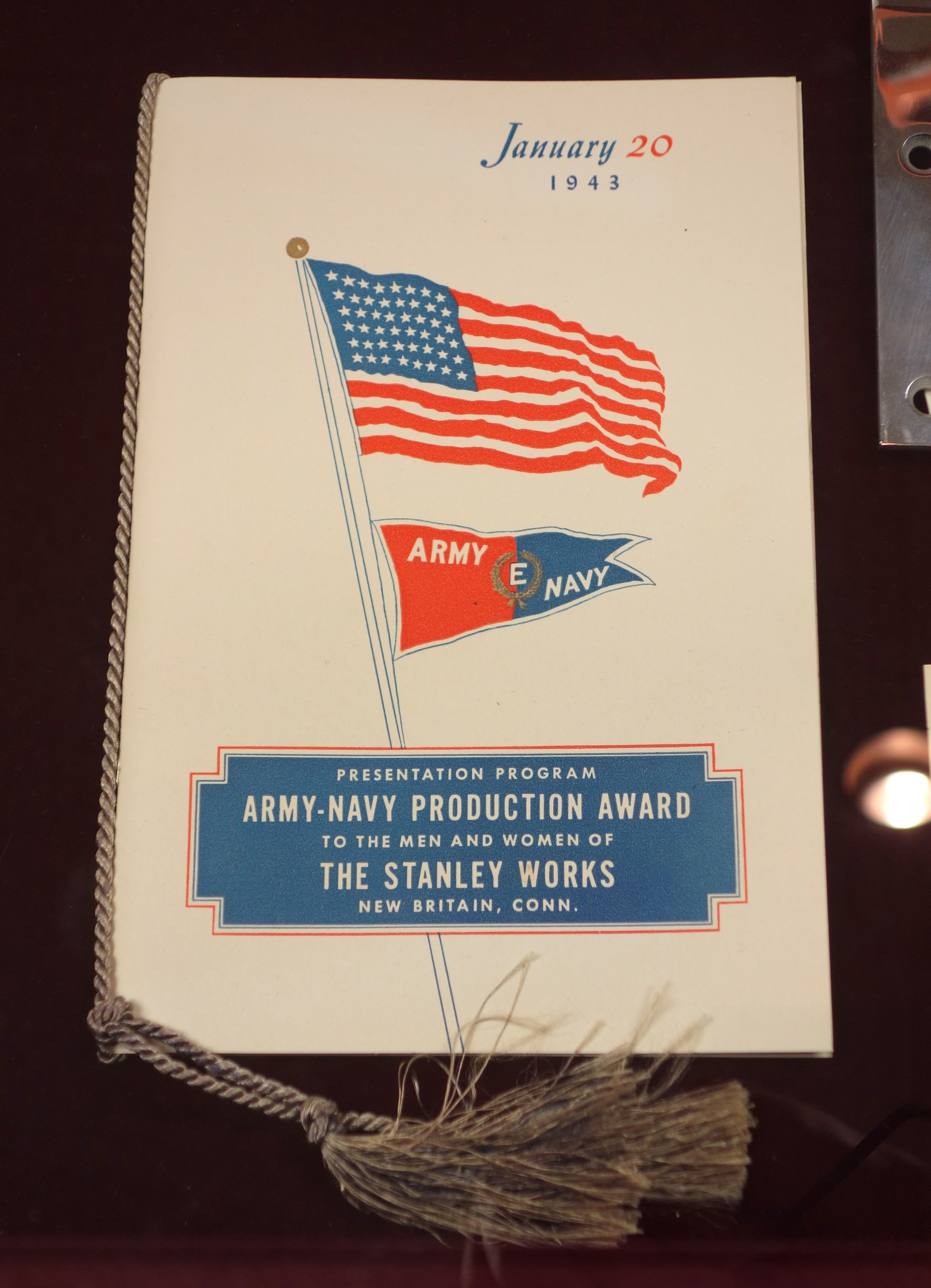
제2차 세계 대전 Army-Navy Production Award 스탠리 웍스 수상식 프로그램, 1943년 1월 20일

2002년 5월, 회사는 본사를 버뮤다로 이전하는 것을 고려했지만, 대중과 정부의 반발로 경영진은 이전을 재고할 수밖에 없었다. 2002년 8월까지 회사는 미국 내 법인 유지를 결정했다.
2004년에는 존 F. 런드그렌이 회장 겸 최고경영자로 선출되었으며, 제너럴 일렉트릭에서 잭 웰치의 제자였던 존 트라니의 뒤를 이었다.
퀵셋, 와이저, 볼드윈, 내셔널 하드웨어, 스탠리, 파날, 피스터 및 EZSET 브랜드를 포함한 하드웨어 및 홈 개선 그룹은 2012년 12월 17일에 스펙트럼 브랜즈 홀딩스에 인수되었다.
2016년 7월, 존 F. 런드그렌 CEO가 사임하고 제임스 M. 로리 사장 겸 최고운영책임자(COO)가 CEO로 취임했다.
2022년 7월, 제임스 M. 로리 CEO가 사임하고 도널드 앨런 주니어 사장 겸 최고재무책임자(CFO)가 CEO로 취임했다.

### 인수
- 1937: 스탠리 웍스는 셰필드, 영국에 있는 J.A. 채프먼을 인수하여 영국 시장에 진출했다.
- 1946: 스탠리 웍스는 펜실베이니아주 필라델피아에 있는 노스 브라더스 메뉴팩처링 컴퍼니(North Brothers Manufacturing Company)를 인수했다.[10]
- 1963: 스탠리는 BHP의 자회사인 타이탄의 지분 50%를 매입하여 스탠리-타이탄으로 오스트레일리아에서 사업을 시작했다.[11]
- 1966: 스탠리 웍스는 펜실베이니아주 앨런타운에 있는 Vidmar Cabinets를 인수했다.[12]
- 1970: 스탠리-타이탄은 멜버른, 오스트레일리아에 본사를 둔 Turner Tools를 인수했다.[13]
- 1980: 스탠리 웍스는 Mac Tools를 인수했다.
- 1984: 스탠리 웍스는 잉거솔랜드로부터 프로토를 인수하여 스탠리 프로토가 되었다.[14]
- 1986: 스탠리 웍스는 텍스트론으로부터 Bostitch를 인수했다.[15]
- 1990: 스탠리 웍스는 Goldblatt와 ZAG Industries를 인수했다.
- 1990: 오스트레일리아 멜버른에 본사를 둔 Sidchrome Tool Co.를 인수했다. 1996년에 공장을 폐쇄하고 모든 도구 제조를 타이완으로 이전하기 시작했으며, 남아있는 오스트레일리아산 도구가 모두 팔릴 때까지 미국 Proto에서 다양한 품목을 조달했다(품목에 Proto로 표시됨). 모든 제조가 타이완에서 완전히 확립될 때까지.
- 1992: 스탠리 웍스는 채츠워스 (캘리포니아주)에 본사를 둔 미국 슬라이딩 및 폴딩 거울문 제조업체 Monarch Mirror Door Co. Inc.를 인수했다.
- 2000: 스탠리 웍스는 영국 스윈던에 위치한 보안, 통신, 시간 관리 서비스 통합업체인 Blick 및 CST Berger를 인수했다.
- 2002: 10월, 스탠리 웍스는 인디애나 인디애나폴리스에 있는 베스트 액세스 시스템즈를 3억 1천만 달러에 인수했다. 이 인수는 스탠리에게 새로운 액세스 컨트롤스 그룹(Access Controls Group)을 창설하는 계기가 되었다. 이 새로운 작업 그룹에는 블릭(Blick)도 추가되었다.
- 2004: 1월, 스탠리는 캐나다 보안 통합 서비스 제공업체인 Frisco Bay Industries Ltd.를 4530만 달러에 인수할 계획을 발표했다. 12월에는 워싱턴 D.C.에 본사를 둔 ISR Solutions, Inc.의 인수가 발표되었다. ISR 솔루션스는 미국 연방 정부 및 상업 고객에게 액세스 보안 시스템 서비스를 제공한다.
- 2005: 1월, 시큐리티 그룹(Security Group) 인수가 발표되었다. Security Group은 두 개의 주요 운영 회사로 구성되어 있었다: 잠금 장치 제조업체인 Sargent & Greenleaf와 북미 보안 설치, 유지보수 및 수리 서비스 제공업체인 Safemasters. 2005년에는 Precision Hardware가 추가로 인수되었다. 같은 해 스탠리 웍스는 Facom도 인수했다.[16]
- 2006: 스탠리는 허니웰에서 분사된 HSM Electronic Protection Systems를 인수하여 보안 시장에서 기업 자산을 더욱 확장했다. 이 인수는 증권거래위원회의 선제적 반독점법 결정에 따라 이루어졌다. 한편, 회사는 3개의 NASA 우주 비행 센터의 보안을 위한 주요 계약자로 보안 계약을 체결했다.[17]
- 2007: 연말에 스탠리는 정부, 교육 및 의료 산업에 배터리 구동 무선 잠금 기술 및 용품을 제공하는 출라비스타, 캘리포니아의 OSI Security를 인수했다.
- 2008: 스탠리는 캐나다 온타리오주 스미스 폴스에 본사를 둔 Beach Toolbox Industries를 인수했지만, 공장을 폐쇄했다.
- 2008: 6월, 스탠리는 침입 감지의 주요 수단으로 오디오 청취 장치를 사용하는 보안 시스템을 제공하는 Sonitrol의 인수를 발표했다. 스탠리는 또한 의료 환경에서 무선 주파수 식별 (RFID) 솔루션을 제공하는 Xmark Corporation을 인수했다. 2008년 현재, 많은 스탠리 보안 서비스 부문이 HSM 브랜드로 통합되고 있었다.
- 2009: 11월 2일, 스탠리는 블랙앤데커와의 합병을 발표했다.[18] 합병은 2010년 3월 12일에 완료되었다.[19]
- 2010: 7월, 회사는 CRC-Evans Pipeline International의 인수를 발표했다.[20] CRC-Evans는 자동 용접 및 기타 파이프라인 건설 전용 장비와 인력을 통해 파이프라인 건설 계약업체에 전체 프로젝트 지원을 제공한다.
- 2011: 9월 9일, Niscayah 인수가 완료되었다.
- 2012: 1월 1일, 매사추세츠주 홀리스턴에 본사를 둔 LISTA로부터 Lista North America 인수가 완료되었다.[21]
- 2012: 6월 1일, 뉴욕주 브루스터에 본사를 둔 Powers Fasteners의 인수가 완료되었다.[22]
- 2012: 6월 5일, 레드우드 시티, 캘리포니아에 본사를 둔 AeroScout의 인수가 완료되었다.[23]
- 2016: 스탠리 블랙앤데커는 10월에 Newell Brands로부터 Irwin, Lenox, Hilmor 도구 브랜드를 19억 5천만 달러에 인수했다고 발표했다.[24]
- 2017: 1월 5일, 뉴스 보도에 따르면 KCD, LLC (시어스 홀딩스 자회사)로부터 크래프츠맨 브랜드를 인수할 것이라고 밝혔다.[25] 이후 블룸버그 보도에 따르면 회사는 초기 5억 2500만 달러, 3년 후 추가 2억 5000만 달러, 그리고 15년 동안 크래프츠맨 신규 판매에 대한 연간 지급액을 지불할 것이라고 한다.[26]
- 2018: 9월 12일, 스탠리 블랙앤데커는 비상장 글로벌 야외 전력 장비 제조업체인 MTD Products Inc의 지분 20%를 현금 2억 3400만 달러에 인수하기 위한 확정 계약을 체결했다고 발표했다. 계약 조건에 따라 스탠리 블랙앤데커는 2021년 7월 1일부터 MTD의 나머지 80%를 인수할 수 있는 옵션을 가진다.[27]
- 2018: 8월 7일, 스탠리 블랙앤데커는 International Equipment Solutions Attachments Group (IES Attachments)을 현금 6억 9천만 달러에 인수하기 위한 확정 계약을 체결했다고 발표했다.[28]
- 2020: 2020년 1분기, 스탠리 블랙앤데커는 Consolidated Aerospace Manufacturing, LLC (CAM)를 최대 15억 달러에 인수하기로 합의했다. CAM은 항공우주 및 방위 산업에서 회사의 성장을 도울 수 있는 패스너 및 부품 플랫폼을 제공한다.[29]
- 2021: 2021년 8월 17일, 스탠리 블랙앤데커는 MTD Holdings Inc.의 나머지 80% 소유 지분을 인수하기로 합의했다고 발표했다.
- 2021: 2021년 9월 13일, 스탠리 블랙앤데커는 Hustler Turf Equipment 및 BigDog Mower Co. 브랜드로 상업용 및 주거용 잔디 관리 장비를 설계 및 제조하는 Excel Industries를 인수할 것이라고 발표했다. 판매는 같은 해 11월 12일에 완료되었다.[30]
- 2021: 2021년 12월 8일, Securitas AB는 스탠리 블랙앤데커의 전자 보안 사업부를 32억 달러에 인수하기로 합의했다고 발표했다[31]
- 2022: 2022년 3분기, 스탠리 블랙앤데커는 주가 폭락에 대한 비용 절감 조치로 1,000명 이상의 기업 직원을 해고했다고 발표했다.[32]

## 사업 부문 및 브랜드

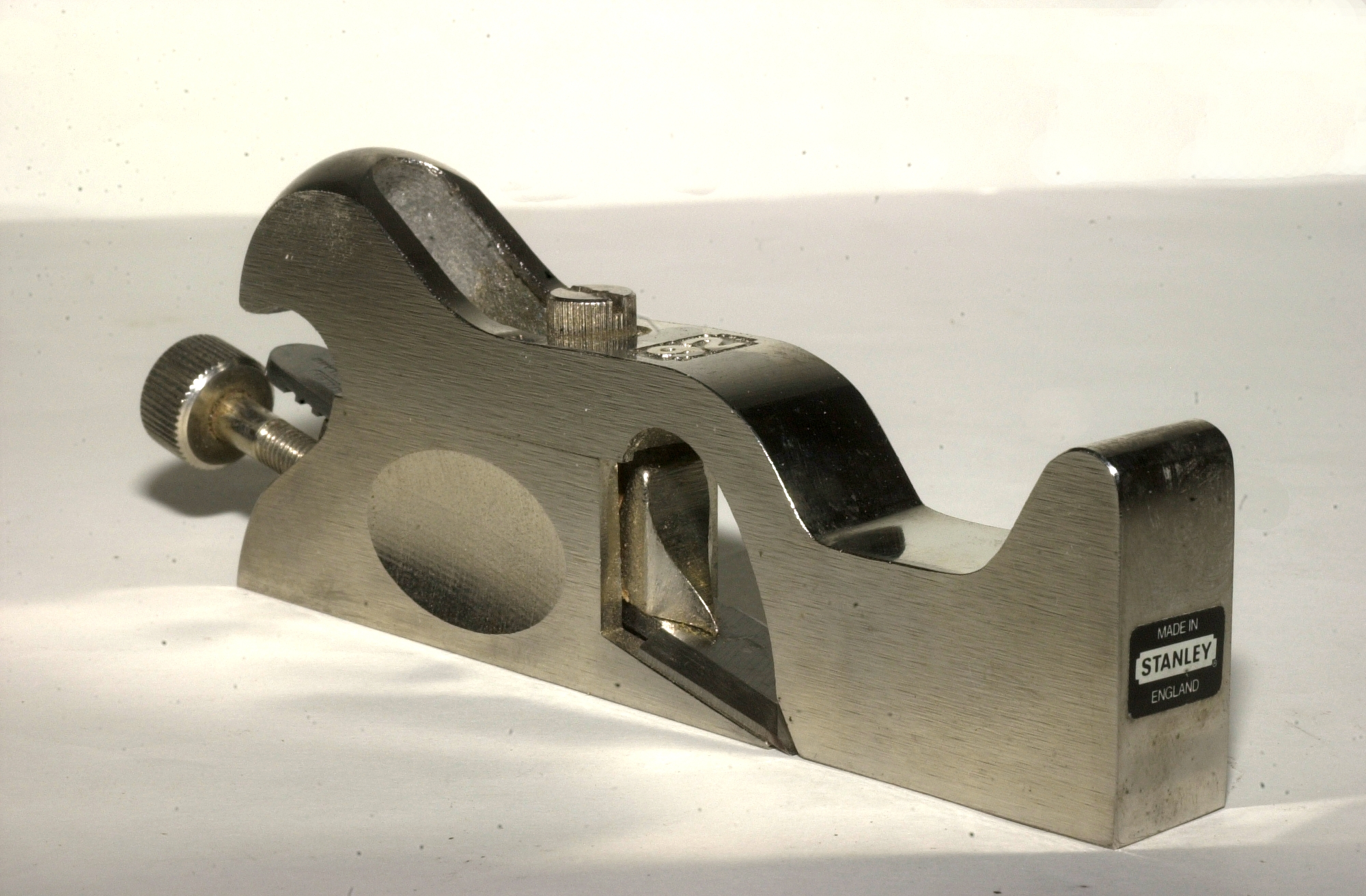
스탠리 핸드 툴스에서 만든 대패.

출처:

### 도구

#### 전동 공구
- 디월트 – 전동 공구; 1960년 B&D 인수
- Guoqiang (GQ) Tools (중국) – 전동 공구
- Porter-Cable – 전동 공구; 2004년[34]/2005년[35] B&D 인수
- Oldham Saw Company – 원형 톱날 및 목재 라우터 비트 제품; 2004년 B&D 인수[34]
- 블랙앤데커 – 2010년 (합병을 통해) 인수
- 크래프츠맨 – 2016년 시어스 KDCP로부터 인수

#### 수공구 및 보관
- Pastorino – 대목장 및 건설 수공구[36]
- 스탠리 핸드 툴스 – 대목장 및 건설 수공구

블랙앤데커: 가전제품, 전동 공구, 하드웨어, 배터리, 고정 시스템
- 크래프츠맨
- Irwin Industrial Tools 어윈
- LENOX Tools
- Expert – 산업용 및 자동차 도구
- Facom (프랑스) – 전문 도구; 2006년 인수 (Britool 포함[37]) 스탠리 블랙앤데커 소유
- Lista North America – 산업용 보관; 2012년 인수
- Mac Tools – 전문 도구; 1980년 인수
- 프로토 – 산업용 수공구; 1984년 인수
- 블랙호크 – 정비 도구; 1986년 인수
- Sidchrome (오스트레일리아/뉴질랜드) – 정비사 도구; 1990년 인수
- USAG (이탈리아) – 전문 도구; 2010년 인수
- Vidmar – 산업용 보관; 1966년 인수
- Virax (프랑스) – 배관 도구; 2006년 인수
- Waterloo Industries – 도구 보관 솔루션, 2017년 구매. 얼마 후 브랜드 단종.

#### 고정 및 액세서리
- Bostitch – 고정 도구; 1986년 인수
- 파워스 패스트너스(Powers Fasteners &ndash); 접착식 및 기계식 앵커

### 아웃도어
- Cub Cadet
- Hustler
- Troy-bilt
- Rover
- MTD

### 산업용

#### 크립마스터
- Cribmaster – 도구 재고, 보관, 추적 및 사용/판매 관리
- Stanley Supply & Services – MRO 제품 및 서비스; 이전 Contact East 및 Jensen Tools; 2006년 개명

#### 엔지니어드 고정
- Emhart Teknologies – 고정 및 조립; 2010년 인수; 이후 Stanley Engineered Fastening으로 개명
- Dodge – 금속-플라스틱 나사산 인서트
- Gripco – 나사산 패스너
- HeliCoil – 나사산 인서트
- Infastech – 2013년 Stanley Engineered Fastening에 인수
  - Avdel – 블라인드 고정 시스템 및 관련 도구
  - iForm – 코팅된 나사산 패스너
- MasterFix (유럽) – 블라인드 리벳팅
- Nelson – 스터드 용접 패스너
- NPR/POP – 리벳팅 기술
- Spiralock – 나사산 패스너 및 인서트; 2010년 Emhart에 인수
- Stanley Assembly Technologies – 조립 라인 전동 공구
- Tucker – 구멍 없는 고정
- Warren – 맞춤형 고정 제작[38]

#### 인프라
- 유압 도구
  - Dubuis – 절단, 압착, 접지 도구
  - Horst Sprenger GmbH (독일) – 스크랩 처리 장비용 교체 소모품
  - LaBounty – 비충격 유압 부착물
  - Stanley Hydraulic Tools
- Stanley Oil & Gas (CRC-Evans International) – 석유 및 가스 (O&G) 산업용 파이프라인 건설에 사용되는 장비
- Stanley – 건물용 자동문
- Paladin Attachments – 굴착, 농업 및 다양한 기타 인프라에 사용되는 장비.

#### 항공우주 제조
- CAM

### SSS (Stanley Security Solutions)
2022년 7월 22일 현재, 스탠리 시큐리티 솔루션스는 세큐리타스 일렉트로닉 시큐리티에 인수되어 세큐리타스 테크놀로지로 리브랜딩되었다.
북미 본사는 인디애나주 피셔스에 위치한다. 스탠리 블랙앤데커의 이 부문은 다음의 주요 사업 단위로 구성된다.
- 컨버전트 시큐리티 솔루션스
- 스탠리 액세스 테크놀로지스
- 스탠리 헬스케어 솔루션스

마찬가지로 스탠리 시큐리티 솔루션스는 다음의 글로벌 시장에서 사업을 운영하고 있다.
- 라틴아메리카
- 유럽
- 아시아
- 신흥 시장

스탠리 시큐리티 솔루션스는 자물쇠, 화재 센서, 보안 카메라 등 유사한 하드웨어 공급업체이다. 이들은 또한 이 하드웨어를 모니터링하는 소프트웨어를 제공한다. 추가로 이들은 컴퓨터 하드웨어, 소프트웨어, 또는 전자 데이터를 보호하는 컴퓨터 보안 소프트웨어를 제공한다. 스탠리 시큐리티 솔루션스 제품의 일부 목록은 다음과 같다.
- 에어로 스카우트(Aero Scout)
- 사젠트 앤 그린리프(Sargent and Greenleaf)
- 접근 통제 시스템
- 영상 감시 시스템
- 침입 경보 모니터링 시스템
- 소니트롤(Sonitrol)
- 화재 경보 모니터링 시스템
- 영상 경보 확인
- 네트워크 보안
- 사이버 보안
- 소매 분석
- 통합 보안 솔루션
- 기업 보안 솔루션

### 매각된 사업
스탠리 시큐리티즈
2021년 4분기에 스탠리 블랙의 상업용 전자 및 헬스케어 보안 사업 부문은 세큐리타스에 현금 32억 달러에 매각되었다. 2021년에는 이 사업 부문들이 약 17억 달러의 매출을 올릴 것으로 예상되었다.
스탠리 액세스 테크놀로지스
2022년 1분기에 스탠리 액세스 테크놀로지스는 Allegion에 현금 9억 달러에 매각되었다.
스탠리 오일 & 가스
2022년 2분기에 Stanley Inspection, Pipeline Induction Heat Ltd., CRC-Evans Pipeline International 등 3개 사업부로 구성된 스탠리 오일 & 가스는 Pipeline Technique Limited에 매각되었다.

#### MAS (Mechanical Access Solutions)
이전에는 스탠리 시큐리티 솔루션스 내의 사업부(BU)였던 이 사업부는 Best Access Systems와 2016년 4분기에 도르마카바에 매각된 여러 제품 브랜드를 포함했다. MAS는 해산되었지만 Sargent & Greenleaf 브랜드는 Convergent Security Solutions에 남겨졌다.

#### HHI (Hardware and Home Improvement)
이 사업들은 2012년에 스펙트럼 브랜즈(Spectrum Brands)에 매각되었다.
- Baldwin – 2010년 인수
- Kwikset – 1989년 블랙앤데커에 인수
- National Hardware – 일반 하드웨어; 2005년 인수
- 프라이스 피스터 – 배관 설비; 1989년 블랙앤데커에 인수
- Weiser Lock – 무키 입력 및 문 하드웨어

#### 공기 압축기 및 고압 세척기
이 사업은 2011년에 MAT Holdings에 매각되었다.
- DeVilbiss Air Power – 공압 도구; 2004년 B&D 인수;[34] 현재 MAT Industries, LLC로 알려짐

#### 도구
- 허스키 - 더 홈 디포의 자체 브랜드 수공구; 1986년 인수, 이후 더 홈 디포로 이전.
- 벡터 프로덕츠(Vector Products) - 배터리 충전기, 전력 인버터 및 유사 전력 제품; 2007년 인수; 2010년 Baccus Global에 매각.

## 더 읽어보기
- Walter, John (1996). 《Antique & Collectible Stanley Tools: Guide to Identity & Value》. Ohio: The Tool Merchant. ISBN 1-878911-02-3.
- Lista